# Usine sidérurgique de Moyeuvre
L’usine sidérurgique de Moyeuvre est un ancien complexe sidérurgique dans la vallée de l'Orne, en Moselle, situé sur le ban des communes de Moyeuvre-Grande et de Rosselange. Issue de forges connues dès le Moyen Âge, l'usine est décrite dès le XVIIe siècle comme un établissement modèle et parmi les plus modernes du royaume. En 1811, l'ensemble est racheté par François I de Wendel, qui en fait son pôle majeur dans vallée de l'Orne, à l'instar de son usine de Hayange dans la vallée de la Fensch.
Alimentée par une riche mine, l'usine devient un pôle sidérurgique majeur lorsque le procédé Thomas devient capable tirer tout le parti de la minette lorraine. Mais l'essor de l'usine est entravé par l'annexion de la Moselle en 1870 qui lui ferme le marché français. Son importance décroît alors au profit de l'usine de Jœuf, construite dans la même vallée, mais en France.
L'usine reste cependant continuellement maintenue à niveau, ainsi que les laminoirs de Jamailles qui lui sont associées. Mais, spécialisée dans les produits longs et mitoyenne 2 autres complexes sidérurgiques plus modernes (Jœuf et Gandrange-Rombas) elle fait partie, dès 1970, des premières grandes usines sidérurgiques lorraines à être sacrifiée.
La dernière unité de l'usine est la cokerie de Rosselange, qui ferme en 1973, quelques mois avant que le premier choc pétrolier ne sinistre la sidérurgie lorraine. Quant à la mine de Moyeuvre, c'est la dernière mine de fer de France à fermer : elle produit jusqu'en 1993.

## La forge ducale (Moyen Âge - 1811)

### Origines
Des vestiges d'exploitations métallurgiques montrent que le fer était extrait à Moyeuvre, dans la vallée du Conroy, avant le IIe siècle. La vallée de l'Orne présente quant à elle des traces d'une activité intense d'extraction du fer pendant tout le Moyen Âge.
La première trace écrite attestant l'existence de ces forges et un document comptable du comté de Bar datant de 1270,. À cette époque, la sidérurgie reste un travail artisanal : le fourneau et la forge n'occupent que 4 à 5 ouvriers permanents, le reste étant constitué de saisonniers. La forge de Moyeuvre utilisant l'énergie hydraulique, il s'agit d'une installation plus conséquente que les « forges volantes » qui se déplacent au gré de la disponibilité en bois et en minerai. La présence de deux « fournaises » amène à penser qu'elle produit de l'acier naturel.
En 1325, un document fait état de fabrications de clous et des fers à chevaux à la forge, alors propriété du sieur Thouvignon de Pont-à-Mousson. Mais, en 1326, la forge est détruite par les messins lors de la guerre des Quatre Seigneurs. Reconstruite, elle est à nouveau dévastée par un incendie en 1346. En 1492, il est fait mention de deux forges à Moyeuvre.

### De la Renaissance aux Lumières

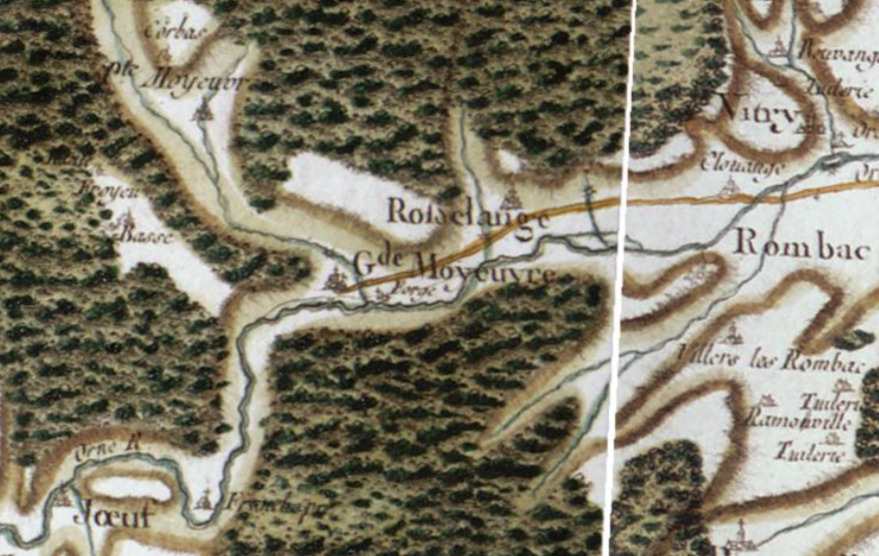
La forge de Moyeuvre, clairement indiquée sur la carte de Cassini.

Le minerai de fer, qui affleure dans les fonds de vallée, est collecté jusqu'au XVe, voire XVIe siècle. En juillet 1565, le mineur Barbas trouve un endroit où le minerai peut être extrait en galerie. Un heureux hasard fait que sa mine n'est qu'à une centaine de mètres des forges. En 1610, les forges sont prises à bail par Abraham Fabert I et brillamment modernisées. Mais la guerre de Trente Ans, qui ravage la Lorraine, amène, en 1633, la destruction totale des forges de Moyeuvre par les Luxembourgeois: « Durant la guerre, les forges ont été abandonnées et se trouvent tout à fair ruynées, ne restant que de tous les bâtiments que le seul corps des logis, quelques murailles et la moitié de la grange au-dessus du colombier ». Mais elles sont reconstruites à la fin du siècle.
En 1788, le baron de Dietrich compte les forges de Moyeuvre et de Hayange « parmi les plus considérables de ce temps » : elles occupent 51 ouvriers et produisent environ 750 t/an de fer. Il en fait une description exhaustive : 
« Ces forges roulent par les eaux qu'on amène de la rivière par un canal très-habilement construit par le Maréchal de Fabert. Les eaux y entrent par le moyen d'une chaussée placée à un quart de lieue au-dessus des forges. Un vaste bassin, qui distribue les eaux, termine le canal, dans lequel se jette le ruisseau du Conroy, un peu au-dessus du bassin ; ce ruisseau est d'un grand secours quand on cure le canal […]

Monsieur Vivaux, régisseur des domaines à Nancy, est le fermier en titre de ces usines, en vertu d'un bail de trente ans, en date du 20 février 1780 dans lequel sont aussi compris les forges de Naix et de Moutiers-sur-Scaux […]. Ces forges, qui sont fort belles, doivent au Maréchal de Fabert le bon état où elle se trouvent.
[…] la consommation de bois de Moyeuvre monte annuellement à treize mille cordes […], la forge de Moyeuvre consomme en conséquence le bois de plus de neuf mille arpents, et l'on calcule que la corde de bois achetée revient, façonnée, à 4 livres de Lorraine. Les fermiers de Lorraine se procurent la houille de Sarrebruck à raison de 9 livres 10 sols le millier.
La forge de Moyeuvre consiste en deux fourneaux accouplées, et sept cheminées ou feu sous le même hangard. Deux de ces feux travailloient à l'allemande, en étirant le fer dans le même feu où il est affiné ; l'un de ces deux feux affinoit, l'autres travailloit en chaufferie. Il y avait par conséquent trois feux vacans. Il y a de plus une fenderie dans laquelle se trouve deux fours, dont l'un sert à chauffer les barres, et l'autre les liens pour les botteler ; cette forge s'est constamment opposée à ce que les autres forges de cette partie de la Lorraine établissent des fenderies ; et ses fermiers sont successivement parvenus à s'en former une sorte de privilège exclusif , sans qu'il y ait jamais eu de loi positive portée en leur faveur ; et il faut convenir que sans cette prérogative, cette usine eût de la peine à se soutenir, ses fers étant très-aigres et cassans à froid ; la verge qu'on y fend n'auraoit pas été vendue, si elle eût concouru avec d'autres fers de cette espèce. Elle n'est propre qu'à faire, pour l'usage des couvreurs, des clous dont la tête doit céder au premier coup de marteau pour éviter le brisement des ardoises qu'ils servent à fixer. […]
Le produit annuel des deux fourneaux de Moyeuvre monte à 1 500 000 livres [… issu de] 4 500 000 livres de mine […]. La mine se tirant tout près de la forge, et étant très abondante, ne revient qu'à 8 sous le mille.

Il y a au fourneau huit ouvriers […], la forge emploie vingt-deux ouvriers […], la fenderie est desservie par neuf ouvriers […], en tout cinquante-une personnes auxquelles il faut ajouter cent soixante bucherons, vingt-un charbonniers et environ autan de voituriers, ce qui fait monter à deux cent cinquante le nombre de personnes employées à ces usines »
— Philippe-Frédéric de Dietrich, Description des gîtes de minerai, forges, salines, verreries, tréfileries, fabriques de fer-blanc, porcelaine, faïence, etc. de la Lorraine méridionale
Un autre inventaire fait en 1789 rapporte une configuration proche, avec deux hauts fourneaux, trois feux de renardières, trois marteaux et un martinet. À la Révolution, les forges deviennent « bien national » mais restent exploitées jusqu'en 1794 par Vivaux. Puis leur gestion est attribuée à un mandataire, et les difficultés se multiplient. Les forges sont vendues en 1797 au citoyen Villeroy, qui les revend à son bailleur, le citoyen Marin, 2 ans plus tard. Enfin, sur le point de faire faillite, celui-ci les revend le 26 septembre 1811 et le « sauveur n'est autre que François I de Wendel, le maître de forges de Hayange »,.

## L'ère des Wendel (1811 - 1918)

### Expansion
À partir de 1817, François I de Wendel lance de grands travaux de modernisation. Ses affaires sont florissantes, mais il doit lourdement s'endetter car il veut adopter les méthodes anglaises, en particulier le puddlage. Il emprunte plus de 2 millions de francs pour financer ses travaux et ses essais. En 1822, il sollicite l'autorisation d'établir à Moyeuvre, ainsi qu'à Hayange, 6 fours à réverbère et 2 laminoirs à cannelures pour cingler. La démarche est saluée par ses contemporains et, en 1923, sont mis en route à Moyeuvre 3 fours à réverbère pour le puddlage, 3 autres pour le réchauffage et des laminoirs mus par la force hydraulique.
En 1828, les forges sont équipées d'une machine à vapeur de 55 ch, fabriquée par l'usine de Hayange. En 1842, un chemin de fer de 9,5 km est construit, de l'usine de Moyeuvre au port d'Uckange. Il sétire au fond de la vallée de l'Orne, connectant ensemble les usines Wendel de la vallée,. En 1834, la concession minière attribuée aux de Wendel pour l'usine de Moyeuvre atteint 1 496 ha.
Le krach de 1847, qui arrive après quelques années d'expansion rapide de la sidérurgie mosellane, interrompt momentanément le développement de l'usine. De même, le traité franco-britannique de libre-échange de 1860 va mettre dans de grandes difficultés la sidérurgie française à cause de la concurrence britannique. Charles II de Wendel prends la tête des maîtres de forges français pour protester contre le traité. Mais le gouvernement conclut que ces protestations ne méritent pas d'être prises en compte et que l'expérience « paraît tout-à-fait concluante en faveur de la liberté commerciale, du moins en ce qui concerne la métallurgie ». De fait, les traités accélèrent la transition vers la fonte au coke : de 1859 à 1869, en Moselle et en Meurthe, le nombre de hauts fourneaux reste identique (45 appareils), mais ceux marchant au charbon de bois passent de 28 à 5, tandis que ceux au coke passent de 17 à 40. Dans le même intervalle, ces appareils sont radicalement modernisés, la production de fonte passant de 84 000 à 420 000 t. L'usine de Moyeuvre, qui utilise le coke avant 1825, abandonne totalement le charbon de bois au début des années 1860. La mécanisation va de pair : en 1860, 5 chaudières délivrent 278 ch.
Les forges poursuivent leur expansion malgré la conjoncture. En 1843, elles comptent 2 hauts fourneaux, 6 feux d’affinerie et 10 fours à puddler. En 1849, 3 hauts fourneaux sont identifiables. En 1854, on relève, en plus des 3 hauts fourneaux, 2 feux d’affinerie et 18 fours à puddler. Juste avant 1870, il y 4 grands hauts fourneaux et 45 fours à puddler, ainsi que 13 laminoirs (3 à Moyeuvre-Grande et 10 à Jamailles et Moulin-neuf, qui ferme en 1885).

### Hésitations dans l'Alsace-Lorraine annexée
La guerre de 1870 va profondément perturber la famille de Wendel et la sidérurgie lorraine. Les avoirs des de Wendel, groupés dans Le fils de François de Wendel et Cie depuis 1857, sont partagés et l'usine de Moyeuvre est intégrée dans la société allemande Les petits-fils de François de Wendel et Cie fondée en 1871. L'inventaire dressé lors de l'annexion montre alors une usine de premier ordre, dans l'ombre toutefois de celle de Hayange : le domaine minier associé à Moyeuvre couvre 2 302 ha et 177 751 t y ont été extraites en 1969, avant les désordres de la guerre.
Mais une dure récession frappe la sidérurgie de Moselle annexée. La perte du marché français, l'émigration des ouvriers français, la politique de libre-échange du gouvernement allemand et la concurrence des maîtres de forges westphaliens, qui peuvent utiliser le convertisseur Bessemer alors que la minette lorraine condamne les usines à rester au puddlage, amène à une crise profonde qui va durer jusqu'en 1878. En 1879, l'adoption de mesures protectionnistes rétablit la situation. Les de Wendel se sont réorganisés en s'orientant vers la production de masse. Mais surtout, c'est l'adoption du procédé Thomas qui va marquer un nouveau départ pour les usines lorraines.

### Rebond vers le gigantisme avec le procédé Thomas
En 1897 est construite l'aciérie Thomas avec un blooming et un train laminoir à billettes.
Le secteur de Moyeuvre s'avère très riche en minerai de fer facilement exploitable. Les mines de Moyeuvre envoient leur minerai dans toutes les usines du bassin sidérurgique : l'usine de Moyeuvre s'approvisionne comme elles, au gré des extensions et des remembrements du domaine minier. En 1907, l'usine de Moyeuvre emploie 1 270 salariés, auxquels sont associés 1 127 employés à Jamailles.
En 1912, est construite la cokerie de Rosselange, entre l'usine de Moyeuvre et celle de Jamailles. C'est la première du bassin sidérurgique lorrain. Elle est constituée de deux batteries de fours à coke, une de 45 fours et l'autre de 60 fours, mises à feu respectivement en juin 1912 et 1913. Elle peut produire 400 t/jour de coke, ainsi que de précieux coproduits (gaz de houille, goudron, ammoniac, etc.). L'idée est de valoriser la houille extraite à Petite-Rosselle. Mais cette mine, capable d'extraire 1 500 000 t/an, ne fournit pas une houille transformable en un coke propre à l'usage aux hauts fourneaux et il faut procéder à des mélanges comprenant 60 % de charbons de la Ruhr. L'usine est encore décrite comme intégrant 12 hauts fourneaux, mais ce nombre considérable prend en compte des installations en cours d'abandon, les vieux hauts fourneaux des forges et le M4.

## Retour dans la sidérurgie française (depuis 1918)

### Routine au gré de la conjoncture
|      | Fonte (kt) | Acier (kt) |
| ---- | ---------- | ---------- |
| 1913 | 400 ?      |            |
| 1929 | 450        | 348        |
| 1930 | 429        | 322        |
| 1931 | 390        | 299        |
| 1932 | 296        | 235        |
| 1933 | 339        | 285        |
| 1934 | 333        | 239        |
| 1935 | 298        | 225        |
| 1936 | 320        | 245        |
| 1937 | 363        | 308        |
| 1938 | 309        | 225        |
| 1939 | 329        | 257        |
| 1940 | 258        | 208        |
| 1941 | 293        | 226        |
| 1942 | 264        | 190        |
| 1943 |            | 222        |
| 1945 | 99         | 85         |
| 1948 | 206        | 241        |
| 1949 | 274        | 292        |
| 1950 | 280        | 312        |
| 1951 | 259        | 283        |
| 1952 | 328        | 344        |
| 1953 | 307        | 323        |
| 1955 | 404        | 382        |
| 1956 | 417        | 391        |

À l'Armistice les de Wendel peuvent reprendre la gestion de leur usine. Mais le monde ouvrier, durement exploité pendant la guerre, entend revenir à une certaine prospérité : les spartakistes et la CGT multiplient les grèves. L'inflation exacerbe les difficultés. Jusqu'en 1920, la situation sociale reste tendue. Puis une brève crise de surproduction stabilise la situation, pendant que l'encadrement, assez épargné par les purges d'après guerre se réorganise rapidement.
En 1921, l'usine et les mines de Moyeuvre emploient 4 500 personnes. En 1923, une nouvelle batterie de 60 fours est ajoutée à la cokerie, dont le gaz est expédié jusqu'à Metz. Cet investissement arrive juste après la crise de pénurie de coke consécutive à l'occupation de la Ruhr, qui va pousser les Français à construire leurs propres cokeries puisque, avant la guerre, la modeste cokerie de Moyeuvre est la seule du bassin sidérurgique mosellan.
En 1936, l'usine de Moyeuvre compte :
- 3 batteries de fours à coke d'une capacité de 350 000 t/an (165 fours de type Koppers) ;
- 8 hauts fourneaux ;
- l'aciérie Thomas d'une capacité de 520 000 t/an (2 mélangeurs et 5 convertisseurs de 20 t) ;
- les laminoirs de Moyeuvre (1 blooming électrique, 1 blooming à vapeur de réserve, 1 train continu de 8 cages) ;
- les laminoirs de Jamailles, qui laminent également les produits des usines de Hayange et Jœuf (9 trains[note 7])

Pendant la Seconde Guerre mondiale, la Moselle se voit immédiatement imposée une politique de germanisation qui évince les managers français, et recense le personnel qualifié de non germanique. L'usine emploie 3 139 personnes en 1943, et 3 554 en 1944. La famille de Wendel est écartée de toute gestion. Comme aucune compagnie allemande ne peut se prévaloir d'un droit de propriété sur l'usine, c'est l'État nazi, par l'intermédiaire des Hermann Goeringswerke qui va s'approprier les usines mosellanes des de Wendel, c'est-à-dire Moyeuvre, l'usine de Hayange et la mine de Petite-Rosselle.
L'usine est épargnée par l'occupant mais se retrouve à la libération dans un piètre état : « Les administrations allemandes ont exploité Hayange et Moyeuvre dans des conditions désastreuses. Elles laissent les usines dans un état lamentable et dans un indescriptible encombrement. Interrompus une première fois en 1914, les travaux de modernisation ou d'extension ont de nouveau subi des retards lors de la crise des années 30. Ils sont entièrement suspendus pendant les cinq années d'occupation, période pendant laquelle la technique évolue de façon importante. ».
À la Libération, outre le désordre général, tout manque : électricité, charbon, minerai, etc. La priorité reste d'assurer la subsistance des employés. Pour la reconstruction du pays, le rôle de l'État devient prépondérant. Plus personne ne songe à ressusciter le Comité des forges, dissous en 1940. Un plan national à 12 Mt est envisagé. Mais si le tonnage est atteignable, les coûts de production sont inacceptables. La modernisation va consister à associer les usines de Moyeuvre et Jœuf, d'y investir 4,4 MdF pour les conforter dans leur orientation antérieure, les profilés et le fil machine.
Ces investissements arrivent vite. Le 5 décembre 1950, la cokerie produit son premier coke. Il s'agit de la première batterie de 44 fours, les 22 suivant étant encore en cours de construction.

### Arbitrage en défaveur de Moyeuvre
En 1966, l'usine de Wendel de Moyeuvre compte :
- la mine de Jœuf avec une préparation mécanique des minerai, produisant 6 000 t/j ;
- une cokerie, dont la batterie de 66 fours produit 1 000 t/j
- 4 hauts fourneaux, produisant 1 000 t/j ;
- une aciérie Thomas à 2 convertisseurs, produisant 2 000 t/j ;
- les laminoirs (1 blooming et 1 train continu à billettes) ;
- l'usine de Jamailles avec 9 trains à fers marchands, produisant 1 300 t/j[38].

Or, au même moment, à quelques kilomètres de là, l'usine de Gandrange-Rombas est en pleine transformation. Le gigantesque complexe qui se construit va remplacer 3 usines : la vieille usine de Gandrange, celle de Knutange et celle d'Hagondange. Or rien n'est prévu pour Moyeuvre. Les ouvriers s'inquiètent : un mouvement de grève générale s'amorce en avril 1967. L'usine de Knutange, particulièrement menacée, entraîne derrière elle les autres.
En effet, un nouveau mouvement de concentration est exigé par l'État. En 1967, Wendel-Sidélor est fondée. Toutes les principales usines sidérurgiques de Moselle sont intégrées dans un ensemble produisant 7 Mt d'acier. L'ensemble est cependant excessivement fragmenté. Par exemple, les hauts fourneaux sont dispersés dans 7 usines distinctes et situées — à l'exception de ceux de Micheville — dans un rayon de moins de 10 km. À la différence des usines de Florange et de Rombas, l'usine de Moyeuvre n'a pas été modernisée en profondeur : elle n'est pas épargnée. Bien que le marché se redresse cette année-là, Louis Dherse, administrateur du nouvel ensemble, comprend le caractère conjoncturel de la reprise, et maintient un plan de restructuration énergique. De 1968 jusqu'au milieu de 1971, sont fermés :
- 18 hauts fourneaux sur 49 : les hauts fourneaux de Moyeuvre disparaissent (2 hauts fourneaux en 1968 et 2 en 1969[43]) ;
- 2 aciéries Thomas sur 8 : les aciéries Jœuf et Moyeuvre (qui ferme en 1970[43]) sont sacrifiées ;
- 2 aciéries Martin sur 5, cette décision ne concerne pas Moyeuvre, qui n'a pas investi dans cette technologie ;
- 21 laminoirs sur 64 : Moyeuvre (en 1970[43]) et Jamailles (5 trains en 1968, 3 en 1969[43]) en font partie[44].

L'amont de Moyeuvre ferme ainsi le 31 janvier 1970, à l'exception de la cokerie, qui rejoint Sacilor, un ensemble destiné à la production de produits longs centré autour de l'usine sidérurgique de Gandrange-Rombas.
L'usine de Jamailles, qui disparait en 1969, a été une des premières à fermer, condamnée dès 1967 par la création du Train à Fer Marchands (TFM) à l'usine de Gandrange-Rombas. Ainsi, de l'usine de Moyeuvre, il ne reste plus que la cokerie (produisant 400 000 t/an), dont les fours sont en fin de vie.
La situation économique se dégrade brutalement après le 15 août 1971 (annonce de l'inconvertibilité du dollar en or). Il faut encore rationaliser : le « plan Dherse » est annoncé en octobre 1971. À Moyeuvre, les fermetures ont déjà été faites.
En mi-1973, quand Wendel-Sidélor absorbe Sacilor pour devenir Sacilor - Aciéries et Laminoirs de Lorraine, Louis Dherse et Henri II de Wendel quittent leurs fonctions. Immédiatement, le plan Dherse est gelé. La cokerie ne profite pas de ce sursit : produisant 400 000 t/an, elle ferme finalement le 30 juin 1973. Quant à la mine de Moyeuvre-Roncourt, c'est la dernière mine de fer de France à fermer : elle produit jusqu'au 30 juillet 1993.